# Jaworznica
Jaworznica – część wsi Kiełczygłów-Okupniki w Polsce, położona w województwie łódzkim, w powiecie pajęczańskim, w gminie Kiełczygłów.
W latach 1975–1998 Jaworznica administracyjnie należała do województwa sieradzkiego.